# Готфрид II (король Дублина)
Готфрид II (также Гудрёд и Гутфрид; древненорв. Guðrøðr Sigtryggsson, ирл. Gofraid mac Sitriuc; умер в 951) — король Дублина (948—951), сын дублинского короля Ситрика II Слепого.

## Биография
Готфрид II — представитель норвежско-гэльской династии Уи Имар (дом Ивара). Его отцом был Ситрик II Слепой (умер в 927), король Дублина (917—921) и Йорка (921—927). Правнук Ивара I, короля Дублина и родоначальника династии Уи Имар.
В 948 году дублинский король Блакайр погиб в битве с верховным королём Ирландии Конгалахом Кногбой (944—956). В этом сражении дублинские викинги понесли тяжелые потери, более тысячи было убито или взято в плен. В том же 948 году после гибели своего двоюродного брата Блакайра Гутфритссона Готфрид Ситрикссон занял королевский трон в Дублине.
В 950 году дублинский король Готфрид в союзе с верховным королём Ирландии Конгалахом Кногбой выступил против его соперника короля Кенел Эогайн Руйадри уа Кананнайна. Сражение произошло 30 ноября 950 года на неустановленном месте под названием Мойн Брокайн, между реками Бойн и Лиффи. Несмотря на гибель Руайдри и одного из его сыновей в битве, Гутфрид потерпел сильное поражение и бежал.
«Анналы Ульстера» сообщают, что в этом сражении погибло около двух тысяч дублинских викингов, а другие ирландские источники передают о гибели шести тысяч. Вполне возможно, что верховный король Конгалах Кногба предал своего союзника Готфрида, так как некоторые источники называют его победителем в этом сражении.
В 951 году дублинские викинги предпринимали набеги на аббатство Келлс и другие христианские церкви в ирландских владениях. «Анналы Ульстера» свидетельствуют, что в Келлсе викинги захватили в плен более трех тысячи человек, взяли большую добычу из золота, серебра, лошадей и крупного рогатого скота. Ирландские пленники или выкупались или продавались в рабство в Дублине.
В конце 951 года дублинский король Готфрид скончался от чумы, появившейся в городе. «Хроника скоттов», передавая о смерти Готфрида, заявляет, что его смерть стала божественной местью за разорение Келлского аббатства.
После смерти Готфрида королевский трон в Дублине в 952 году занял его брат Олав III Кваран (умер в 980), ранее правивший в Йорке (Северная Англия).